# کیم جونینت
کیم جونینت (انگلیسی: Quim Junyent؛ زادهٔ ۲۵ مارس ۲۰۰۷) بازیکن فوتبال اهل اسپانیا است که در حال حاضر برای باشگاه فوتبال بارسلونا بازی می‌کند.
وی همچنین در تیم‌های ملی فوتبال زیر ۱۵ سال اسپانیا، زیر ۱۶ سال اسپانیا، زیر ۱۷ سال اسپانیا و زیر ۱۸ سال اسپانیا بازی کرده است.

## سال‌های اولیه زندگی
جونینت در کودکی شطرنج بازی می‌کرد. او اهل بالسارنی، اسپانیا است.

## دوران باشگاهی
به عنوان یک بازیکن جوان، جونینت به آکادمی جوانان باشگاه اسپانیایی گیمناستیک مانرسه پیوست. در سال ۲۰۱۶، او به آکادمی جوانان باشگاه اسپانیایی لا لیگا باشگاه فوتبال بارسلونا پیوست. او به عنوان یکی از مهم‌ترین بازیکنان باشگاه شناخته می‌شد.

## دوران ملی
جونینت به نمایندگی از اسپانیا در سطح جوانان بازی کرد. او برای تیم ملی فوتبال زیر ۱۷ سال اسپانیا در جام جهانی فوتبال زیر ۱۷ سال ۲۰۲۳ بازی کرد.

## شیوه بازی
جونینت عمدتاً به عنوان هافبک بازی می‌کند. او به خاطر توانایی پاس‌دادن و توانایی خواندن بازی شناخته شده است.

## زندگی شخصی
جونینت پسر یک پدر شطرنج‌باز است.